# Paramount Network
Paramount Network — американський кабельний телеканал, власником якого є Viacom Media Networks, підрозділ медіакомпанії Viacom. 
Більшість міжнародних версій каналу Paramount Network мовлять під однойменним брендом, окрім Нідерландів (данська версія телеканалу мовить під брендом Spike з 1 жовтня 2015 року), Великої Британії (британська версія телеканалу мовить під брендом 5Spike з 15 квітня 2015 року), Австралії (австралійська версія телеканалу мовить під брендом Spike з 1 липня 2016 року), Угорщини (угорська версія телеканалу мовить під брендом RTL Spike з 1 грудня 2016 року), Росії (російськомовна версія телеканалу мовить під брендом Spike з 15 березня 2017 року) Італії (італійська версія телеканалу мовить під брендом Spike з 22 жовтня 2017 року), та України (україномовна версія каналу мовить під брендом Spike з 1 серпня 2018 року). Дата коли всі міжнародні версії Spike змінять бренд на Paramount Network наразі невідома.

## Spike Україна
На початку липня 2018 року стало відомо, що у вересні 2018 року в Україні почне мовить україномовна версія каналу Paramount Network (під брендом "Spike"), після того як «1+1 медіа» придбали ліцензію на українську версію телеканалу. Початково мовлення каналу було на 30% українськомовним та на 70% англійськомовним, але у планах компанії у майбутньому озвучити українською решту відео бібліотеки Paramount Network, залучивши виторг від телеканалу Spike Україна. З першого дня мовлення Spike Україна для глядачів доступна повна бібліотека Paramount Network тривалістю понад 1200 російською мовою.